# Arbër Zeneli
Arbër Zeneli (Säter, 25 februari 1995) is een Kosovaars-Zweeds voetballer die doorgaans als middenvelder speelt. Hij verruilde sc Heerenveen in januari 2019 voor Stade de Reims. Zeneli debuteerde in 2016 in het Kosovaars voetbalelftal.

## Clubcarrière
Zeneli verruilde op twaalfjarige leeftijd Hälsinggårdens AIK voor IF Elfsborg. Op 1 maart 2014 debuteerde hij in de bekercompetitie tegen Östersunds FK. Op 31 maart 2014 maakte hij zijn competitiedebuut tegen Åtvidabergs FF. Op 1 november 2014 maakte de middenvelder zijn eerste competitiedoelpunt tegen IF Brommapojkarna. In zijn debuutseizoen kwam hij tot een totaal van zestien competitieduels. In 2016 tekende hij een contract voor 3,5 jaar bij sc Heerenveen.

## Clubstatistieken
| Seizoen                        | Club            | Competitie      | Competitie | Competitie | Beker | Beker | Internationaal | Internationaal | Overig¹ | Overig¹ | Totaal | Totaal |
| Seizoen                        | Club            | Competitie      | Wed.       | Dlp.       | Wed.  | Dlp.  | Wed.           | Dlp.           | Wed.    | Dlp.    | Wed.   | Dlp.   |
| ------------------------------ | --------------- | --------------- | ---------- | ---------- | ----- | ----- | -------------- | -------------- | ------- | ------- | ------ | ------ |
| 2012                           | IF Elfsborg     | Allsvenskan     | 0          | 0          | 3     | 0     | 0              | 0              | 0       | 0       | 3      | 0      |
| 2013                           | IF Elfsborg     | Allsvenskan     | 16         | 1          | 6     | 3     | 0              | 0              | 0       | 0       | 22     | 4      |
| 2014                           | IF Elfsborg     | Allsvenskan     | 30         | 10         | 0     | 0     | 1              | 0              | 1       | 0       | 32     | 10     |
| 2015                           | IF Elfsborg     | Allsvenskan     | 0          | 0          | 1     | 0     | 5              | 0              | 0       | 0       | 6      | 0      |
| Club totaal                    | Club totaal     | Club totaal     | 46         | 11         | 10    | 3     | 6              | 0              | 1       | 0       | 63     | 14     |
| 2015/16                        | sc Heerenveen   | Eredivisie      | 17         | 4          | 0     | 0     | 0              | 0              | 0       | 0       | 17     | 4      |
| 2016/17                        | sc Heerenveen   | Eredivisie      | 32         | 6          | 4     | 1     | 0              | 0              | 2       | 0       | 38     | 7      |
| 2017/18                        | sc Heerenveen   | Eredivisie      | 22         | 4          | 1     | 2     | 0              | 0              | 2       | 0       | 25     | 6      |
| 2018/19                        | sc Heerenveen   | Eredivisie      | 17         | 3          | 3     | 1     | 0              | 0              | 0       | 0       | 20     | 4      |
| Club totaal                    | Club totaal     | Club totaal     | 88         | 17         | 8     | 4     | 0              | 0              | 4       | 0       | 100    | 21     |
| Carrière totaal                | Carrière totaal | Carrière totaal | 134        | 28         | 18    | 7     | 6              | 0              | 5       | 0       | 163    | 35     |
| Bijgewerkt tot 28 januari 2019 |                 |                 |            |            |       |       |                |                |         |         |        |        |

¹ Zweedse Supercup, Nederlandse play-offs.

## Interlandcarrière
Zeneli kwam uit voor diverse Zweedse nationale jeugdelftallen. In 2014 maakte hij zijn opwachting voor Zweden –21. Hij kreeg op 5 oktober het groene licht van de FIFA om voor Kosovo uit te komen, nadat de aanvaller van sc Heerenveen een maand eerder had aangegeven dat graag te willen. Een dag later maakte hij zijn debuut onder leiding van bondscoach Albert Bunjaki in de met 6-0 verloren WK-kwalificatiewedstrijd tegen Kroatië. Hij werd na 77 minuten vervangen door collega-debutant Herolind Shala.

## Erelijst
IF Elfsborg
Svenska Cupen 2013/14
Zweden -21
Europees kampioenschap voetbal mannen onder 21 - 2015
Persoonlijk
Kosovaars voetballer van het jaar: 2018